# Welt in Flammen
Welt in Flammen, auch Die Dürre (Originaltitel: The Burning World, Neuausgabe 1965 als The Drought), ist ein 1964 erschienener Science-Fiction-Roman des britischen Autors J. G. Ballard.

## Deutsche Übersetzungen
- Welt in Flammen, dt. von Wulf H. Bergner, Hrsg.: Herbert W. Franke, Wolfgang Jeschke, Heyne, München 1968, ISBN 3-453-30488-8
- Die Dürre, dt. von Maria Gridling, Suhrkamp, Frankfurt am Main 1984, ISBN 3-518-37475-3

## Personen
- Dr. Charles Ransom, Arzt im Krankenhaus von Mount Royal
- Richard Foster Lomax, Charles Ransoms Nachbar, Architekt
- Quilter, Sohn von Mrs. Quilter, Lomax’ Helfer und Vertrauter
- Mrs. Quilter, Mutter von Quilter
- Captain Tulloch, Dampferkapitän
- Catherine Austen, Tochter des Zoodirektors von Mount Royal
- Philip Jordan, junger Einsiedler, Tagelöhner, Freund von Ransom
- Reverend Howard Johnstone, Pfarrer der Presbyterianer-Kirche von Larchmont
- Edward Gunn, Besitzer des Geschäfts für Eisenwaren und Bootsbeschläge, Mitglied der Stadtmiliz
- Matthew Grady, Durchreisender
- Judith Ransom, Polizistin, Frau von Charles Ransom
- Captain Hendry, Polizist, neuer Partner von Judith Ransom
- Miranda Lomax, Schwester von Richard Foster Lomax
- Whitman, Fahrer eines Tankwagens
- Jonas, Fischer, Vater von Philip Jordan
- Saul, Fischer

- Sybil Johnstone, Frau von Howard Johnestone
- Julia Johnstone, älteste Tochter von Sybil und Howard Johnstone
- Vanessa Johnstone, Tochter von Sybil und Howard Johnstone
- Frances Johnstone, Tochter von Sybil und Howard Johnstone
- Herbert, Siedler am Meer
- Ethel, Siedlerin am Meer
- Jonathan Grady, Pirat, Matthew Gradys Sohn
- Bullen, ein Torwächter der Johnstone-Siedlung

- Mister Jordan, Philips Pflegevater, circa 75 Jahre, blind[1]

## Handlung
In einer nicht näher bestimmten Zukunft hält seit fünf Monaten eine weltweite Trockenheit an. Sämtliche Weltmeere sind von einer bis zu 1.500 Kilometer langen hauchdünnen aber widerstandsfähigen monomolekularen Schicht aus saturierten Polymeren in langen Ketten bedeckt. Diese haben sich durch Industrieabfälle und andere Rückstände gebildet und verhindern das Verdunsten des Wassers. Es konnte kein technisches oder chemisches Verfahren zu ihrer Auflösung gefunden werden.

### 1. Kapitel
Dr. Charles Ransom lebt auf einem Hausboot, in der Nähe von Larchmont bei Mount Royal. Seine Bekannte Mrs. Quilter und ihr Sohn leben auf einem morschen Boot – ein Geschenk seines Nachbarn Richard Foster Lomax. Die Frühjahr und Sommer anhaltende Dürre lässt die Wasserpegel sinken, der Lake Constant ist von einem fast fünfzig Kilometer langen See zu einer Reihe kleiner Tümpel geschrumpft, auf dem viele tote Fische und Vögel schwimmen. Mount Royal wird gerade evakuiert. Nach der Schließung des Krankenhauses hat Ransom seine Abreise noch aufgeschoben, bis die großen Staus nach Süden in Richtung Küste sich auflösen. Er kehrt von einem einwöchigen Aufenthalt auf dem ehemaligen Lake Constant zurück und besucht Catherine Austen. Als er bei ihr Wasser holt, legt Philip Jordan am Hausboot an. Er hat einen ölverklebten Schwan an Bord seines Skiffs. Vergeblich versucht Ransom, den Schwan mit Lösungsmittel zu reinigen. Der Bitte Jordans um sauberes Wasser und Seife kann Ransom nicht nachkommen; wegen der Wasserknappheit müsse man Prioritäten setzen und sparen. Jordan rudert davon und will selbst nach sauberem Wasser suchen.

### 2. Kapitel
Ransom geht durch die verlassene und von einer dicken Staubschicht bedeckte Stadt Larchmont. Gärten sind verdorrt, Schwimmbecken verdunstet, überall liegt Müll. Reverend Howard Johnstone fährt mit seinem Auto heran und nimmt Ransom mit. Johnstone hatte Brunnen bohren lassen, eine Stadtmiliz aufgestellt und dazu aufgerufen, den Kampf gegen die Dürre nicht aufzugeben. Trotz der Flucht fast aller Gemeindemitglieder ist er weiterhin fest entschlossen in Larchmont auszuharren. Johnstone erzählt Ransom von den Schwierigkeiten der letzten Woche. Es sei Ransom noch möglich sich von Judith zu verabschieden, die Polizeinachhut wäre noch nicht abgereist. Johnstone und Ransom fahren zu einem gerade eskalierenden Zwischenfall. Edward Gunn beschuldigt einen Fremden, versucht zu haben Wasser aus dem Taufbecken zu stehlen. Der Fremde wollte das Wasser für seine Familie, mit der er schon lange unterwegs ist, und versucht seine Schuld mit Geld zu begleichen. Der Reverend lehnt ab und schickt ihn fort. Ransom gibt dem Fremden seine Adresse und sagt ihm, er könne dort Wasser bekommen. Später erreicht Ransom sein Haus; sein Nachbar Lomax hat eine funktionierende Fontäne und einen gefüllten Pool. Ransoms Haus ist verlassen, die Lebensmittel sind verdorben, seine Frau Judith hatte es in den letzten Jahren nur als zweckmäßig gelegene Wohnung betrachtet, weniger als ein Heim. Ransom sieht die Post durch. Der Fremde taucht auf und stellt sich als Matthew Grady vor. Ransom gibt ihm Wasser, Grady rät ihm auch abzureisen. Captain Hendry und Judith kommen beide mit dem Streifenwagen an. Hendry und Judith wollen in Richtung Küste reisen, Ransom noch ein paar Tage bleiben. Judith teilt die Vorräte auf, wünscht Ransom viel Glück und reist mit Hendry ab.

### 3. Kapitel
Ransom beobachtet die Straßenbrücke über den Fluss und wartet, bis die letzten Bewohner der Stadt nach Süden geflohen sind. Er schlendert über die menschenleeren Straßen Larchmonts, fährt mit einem behelfsmäßigen Floß über die Tümpel des ehemaligen Sees und den Fluss. Er sieht von weitem Philip Jordan und den Dampfer von Captain Tulloch. Nach ein paar Tagen besucht er Johnstones Predigt in der Presbyterianer-Kirche. Die Kirche ist bis auf wenige Familien fast leer. Eine Gruppe Fischer taucht auf, verfolgt die Predigt und verlässt die Kirche wieder. Als Ransom wieder ins Freie tritt, verschwindet die Gruppe gerade in der Ferne; er entdeckt einen Fisch, der in den Staub auf dem Boden gezeichnet ist. Plötzlich erscheint Quilter hinter ihm und richtet ihm aus, dass Lomax ihn sehen möchte. Ransom folgt Quilter zu Lomax und behandelt dessen Ohr, in das beim Baden Wasser geraten war. Lomax erkundigt sich nach den Entwicklungen der letzten Zeit in Mount Royal; er sei zu beschäftigt gewesen, um etwas mitzubekommen. Er fragt Ransom, warum er noch nicht abgereist sei und bietet ihm an, bei ihm einzuziehen. Ransom lehnt ab. Lomax möchte Ransom im Folgenden für ein gemeinsames Projekt begeistern, verrät aber noch nicht, worum es sich handele. Ransom vermutet, dass er die Stadt anzünden will. Als Ransom gehen will, trifft er auf Miranda Lomax – die Schwester von Richard Foster Lomax; sie lädt ihn ein zu bleiben. Ransom lehnt ab und geht schließlich. Draußen unterhält er sich mit Whitman, dem Fahrer des Tankwagens, der das Wasser des Schwimmbeckens als Geschenk für den Zoo in Mount Royal von Lomax bekommen hat. Dieser äußert die Hoffnung die Tiere bald frei lassen zu können, da sie ausgedörrte Landschaften liebten.

### 4. Kapitel
Ransom fährt mit dem Tankwagen mit zum Zoo von Mount Royal. Nach einer Fahrt durch die nahezu komplett verlassenen und verwüsteten Randbezirke erreichen sie den Zoo, dort trifft Ransom auf Catherine Austen, die Löwen füttert. Ransom erfährt, dass Catherine noch bleiben wolle, um die Tiere zu versorgen und nach und nach einzuschläfern, wenn das Futter ausgeht. Sie möchte demnächst in den Zoo einziehen und verabschiedet sich daher von Ransom. Er rät ihr aber, den Zoo bald zu verlassen, da er Whitman für gefährlich und Lomax für berechnend hält. Quilter taucht auf und verrät Ransom schließlich, dass Lomax ihn beauftragt hat, Ransom zu folgen. Ransom wünscht Catherine und Quilter Glück und verlässt den Zoo. Auf dem Rückweg hat er kein Wasser dabei und möchte ein offenes Haus betreten, auf der Schwelle entdeckt er wieder einen gezeichneten Fisch. Daraufhin geht er weiter. Er bemerkt, dass er von den Fischern, die vorher in der Kirche aufgetaucht waren, verfolgt wird. So rennt er schließlich Haken schlagend durch die Stadt, landet in einer Sackgasse und wird von den Männern eingekreist und mit einem Fischernetz gefangen. In einem alten Trawler kommt er wieder zu sich. Später wird ein Landstreicher zu ihm eingesperrt. Ransom wird an Deck geholt und gibt sich als Arzt zu erkennen. Jonas, einer der Fischer, spricht davon, dass es noch einen fließenden Fluss geben solle, den sie finden wollten. Ransom gelingt es zu flüchten, er wird von Saul und weiteren Fischern verfolgt, Quilter erscheint und hilft Ransom zu flüchten. Sie erreichen Philip Jordan auf seinem Boot und können entkommen.

### 5. Kapitel
Zu Hause angekommen möchte Ransom seine Abreise vorbereiten. Er vernimmt eine Explosion, die in der Lackfabrik nahe dem Zoo stattgefunden zu haben scheint. Lomax veranstaltet nebenan ein Feuerwerk. Ransom sieht, wie Johnstones Männer auf das Kirchenportal feuern, er schleicht näher und erkennt Saul. Die Kirche geht in Flammen auf. Ransom rettet den bewusstlosen Jonas aus dem Inneren der Kirche. Als die anderen Fischer zurückkehren, lässt er Jonas zurück und flieht. In der Nacht sind aus der Stadt weitere Explosionen und Schüsse zu hören. Zwei Häuser gegenüber von Ransoms Haus werden angezündet. Erst gegen Mittag erwacht Ransom und stellt fest, dass wieder Ruhe eingekehrt zu sein scheint. Die Stadt ist vom Rauch vieler Großfeuer überdeckt. Johnstones Familie, Edward Gunn und Männer der Stadtmiliz und haben beschlossen abzureisen. Sie laden Ransom ein, mitzukommen. Dieser möchte noch packen, sie wünschen Ransom Glück und fahren ab. Ransom begegnet Quilter, der einen Geparden an einer Kette führt. Dieser richtet ihm aus, dass Miss Miranda ihn sprechen wolle. Er trifft sie im Park von Lomax’ Haus. Sie sagt: “Auf Wiedersehen, ich weiß, dass sie bald zurückkommen werden.” und verschwindet.

### 6. Kapitel
Ransom beschließt, mit dem Hausboot Richtung Meer zu fahren und nach einer einsamen Insel zu suchen, um so dem Chaos auf den Straßen zu entgehen. Er findet sein Hausboot drei Meter von der engen Fahrrinne im ausgetrockneten Schlamm steckend. Er hört einen Anlasser und entdeckt Catherine Austen, die am Steuer ihres Wagens sitzt, sie möchte aus Sorge um die Tiere in den Zoo zurück. Ransom startet den Wagen mithilfe der Batterie eines anderen Wagens und beide fahren los. Ransom versucht unterwegs, Catherine zur Abreise zu überreden. Plötzlich werden sie von Jonas, Saul und der Gruppe Fischer gestoppt. Sie können rückwärts fahrend entkommen, dabei verunfallt der Wagen und sie fliehen zu Fuß weiter. Sie erreichen den Fluss und entdecken Philip Jordan am anderen Ufer. Die drei wollen weiter aus der Stadt fahren. Philip insistiert aber darauf, vorher seinen Vater zu holen. In einer Lagune erreichen sie ein tadelloses Schiff, das Philip aus verschiedenen Teilen zusammen gebaut haben will. An Bord finden sie einen blinden alten Mann, den Philip als seinen Vater vorstellt. Dieser stellt Ransom in einem vertraulichen Gespräch vor die Wahl auch ohne ihn weiterzureisen. Ransom möchte Mister Jordan allerdings auf keinen Fall im Stich lassen. Gegen Abend reise sie ab. Unterwegs sehen sie den Dampfer von Captain Tulloch, der in einer Sandbank festgefahren ist, die in Flammen stehende Stadt Mount Royal sowie einen frei herumlaufenden Löwen. Sie erreichen Larchmont, wo auf einmal die betrunkene Mrs. Quilter erscheint, die ihren Sohn sucht und auf Lomax und Miranda schimpft. Die Gruppe geht durch die brennende Stadt. Quilter erscheint, lässt einen gefangenen Schwan frei schließt sich den anderen an.

### 7. Kapitel
Bei Tagesanbruch sind sie bereits zu Fuß einige Kilometer gen Süden gegangen, die Stadt hinter ihnen brennt noch immer. Auf einer Trage wird der alte Mann transportiert. Sie setzten ihre Reise mit einem unterwegs gefundenen funktionstüchtigen Auto fort. Der Weg ist zunehmend von verlassenen Fahrzeugen gesäumt. Vierhundert Meter vor der Brücke ist der Weg mit diesen verstellt. Das Mittelstück der Brücke ist gesprengt worden. Später finden sie ein neues Fahrzeug und setzten damit ihren Weg fort. Als sie die Straße zum Meer erreichen, sehen sie viele Menschen, die von ihren Autodächern auf das Meer starren. Auf dem Küstenstreifen entdecken sie etliche geparkte Wohnwagen, Fahrzeuge, Holzhütten und Zelte. Boote der Marine und der Küstenwache, zu denen lange Metallstege führen, liegen vor Anker. Große Destillationsanlagen sind in Betrieb. Ransom versucht Wasser zu organisieren. Er spricht ein Paar an, Herbert und seine Frau erklären ihm die Situation. Der Strand ist von Militär und Polizei abgeriegelt. Die Destillationsanlagen produzieren nur langsam Wasser, viele Menschen haben nur noch knappe Vorräte. Die Gruppe fährt schließlich weiter die Küstenstraße entlang und findet an einem Kanal einen weniger stark besiedelten Bereich. Alle bis auf Philip und Mister Jordan gehen zu Fuß auf den Zaun zu. Sie sehen wie ein Fass Wasser von zwei Soldaten durch den Stacheldraht geschoben wird, eine Menschenmenge ihren Unmut äußert und das Fass zerstört. Ein Mann spricht Ransom an, ob er eine Pistole habe und damit umgehen könne. Ransom bejaht dies. In der Nacht wird der Zaun von einer Gruppe trotz Warnschüssen gestürmt. Hinter einer Öffnung in einem weiteren, inneren Zaun gehen Soldaten in Stellung. Ein Mann wird erschossen, ein weiterer verwundet. Ein großes Durcheinander entsteht. Ransom erkennt Matthew Grady, dieser schießt auf Ransom. Ransom erschießt Grady und wirft später seine Pistole fort. Eine Gruppe von Menschen erreicht schließlich das Meer. Ransom sieht Philip Jordan und seinen Pflegevater am Ufer.

### 8. Kapitel
Zehn Jahre später: Vor der Küste abgeladenes und später in Bewegung geratenes Salz erstreckt sich in einem sehr breiten Streifen über dem ehemaligen Watt. Sogenannte Wasserfallen werden zwei Kilometer vor der einstigen Küstenlinie betrieben. Philip Jordan, genannt Captain Jordan, gehört zu den Fallenstellern aus der Johnstone-Siedlung, die Wasser samt Fischen in künstlichen Becken einfangen. Jonathan Grady und Charles Ransom gehören zu den Piraten, die Wasser mit Paddeln und Kanälen aus den Wasserfallen stehlen. Wasserdiebstahl gilt überall als schweres Verbrechen. Zwischen beiden Parteien ist ein erbitterter Streit um die knappe Ressource gewachsen. Ransom wurde von Jordan mit einem Paddel im Gesicht verletzt. Der Treibstoff für die Destillationsanlagen muss unter immer größeren Schwierigkeiten aus Fahrzeugen geborgen werden. Ransoms Hütte steht unter dem Heck eines gestrandeten Leuchtschiffs. Ransom kann eine kleine Menge Wasser stehlen und füllt diese nebst der darin schwimmenden Fische in seinen Tank bei der Destillationsanlage. Davon muss er Grady einen großen Anteil abtreten. Eine Zeit lang hatte Ransom noch viele Patienten behandelt, da aber so viele an Unterernährung starben, gilt er seither für die Siedler als schlechtes Omen. Judith Ransom wohnt bei ihm, sie hatte vor fünf Jahren die Siedlung verlassen. Seit einem Unfall hat sie Verbrennungen auf einer Gesichtshälfte und eine deformierte Schläfe. Ransom selbst war eine Zeit lang krank gewesen, währenddessen hatte Judith Nahrung für sie erbetteln müssen. Judith und Ransom leben als eine Interessensgemeinschaft zusammen. Ransom bereitet einen Fisch zu und berichtet, dass Jonathan Grady in die Siedlung ziehen will. Judith hält dies für unmöglich. Ransom hatte es als Warnung verstanden, da sie in diesem Fall zu Widersachern werden würden. Außerdem glaubt er, dass Grady Rache für den Tod seines Vaters nehmen möchte. Ransom überlegt, sich selbst noch vor Grady um Aufnahme in die Siedlung zu bemühen, was Judith für waghalsig hält. Als Judith schläft, verlässt Ransom die Hütte und treibt in einem Tümpel Wasser aus seinem Tank vor sich her nach Osten.

### 9. Kapitel
Ransom nähert sich einem Tor zur Siedlung. Er treibt weiter seinen Tümpel Wasser vor sich her. Ransom sagt, er möchte Captain Hendry besuchen. Bullen der Torwächter lässt ihn gegen ein paar Liter Wasser als Wegzoll passieren. Ransom treibt sein Wasser in ein Becken in der Siedlung. Gegenüber Hendry bringt Ransom sein Anliegen vor, sich mit Judith der Siedlung anschließen zu wollen. Hendry lehnt ab. Vanessa Johnstone möchte Ransom sprechen. Dieser berichtet er von seinem Wunsch und dem Gespräch mit Hendry. Vanessa hält es für ausgeschlossen, dass er in der Siedlung leben könnte.

### 10. Kapitel
Ransom beobachtet vom Turm des Leuchtschiffes aus, wie Philip Jordan landeinwärts geht. Er beschließt, ihm zu folgen. Sein Weg führt an einer Grube vorbei, in der aus Autowracks wertvolle Funde wie Kleidung, Reifen und Sitze geborgen werden. Ransom erreicht die Hütte von Mrs. Quiliter, die mit Catherine Austen wie Mutter und Tochter zusammen lebt. Für fünf Jahre hausten die beiden kümmerlich zwischen Autowracks, inzwischen verdingt sich Mrs. Quilter als Wahrsagerin und Verkäuferin von Heilmitteln. Die beiden bestätigen, dass Philip Jordan vor einer halben Stunde vorbeigekommen sei. Ransom geht weiter und findet einen Beobachtungspunkt, von dem aus er Philip eine Treppe bei der Ruine einer Villa heruntergehen sieht. Ransom erreicht die Stelle und vermutet dort das Grab von Philips Pflegevater. Er ruft nach Philip und entgeht knapp einem Steinwurf. Hinter Philip sieht Ransom einen Löwen. Er warnt Philip, dieser erschrickt und lässt einen zweiten Stein fallen. Der Löwe flüchtet. Ransom schließt aus dem langen Überleben des Löwen und seinem raschen Rückzug, dass es zwischen Mount Royal und ihrem Standort Wasser geben muss. Philip zeigt Ransom eine Garage mit einem tadellos gepflegten Leichenwagen, das Grab seines Pflegevaters befinde sich allerdings in einer Höhle über dem Meer. Ransom soll den Wagen starten, es gelingt nicht. Philip ist wütend, sieht seine jahrelange Arbeit als vergeudet an und schiebt den Wagen ein Stück, bis er von der Aufbockung rutscht. Ransom versichert, dass sie die 150 Kilometer nach Mount Royal auch fußläufig schaffen können.

### 11. Kapitel
Catherine Austen, Mrs. Quilter, Philip Jordan und Ransom brechen mit einem Karren, Speeren, Proviant und Wasser für drei Wochen auf. Landeinwärts auf dem Flussbett wollen sie nach Mount Royal gelangen. Mrs. Quilter wird zeitweise auf dem Karren sitzend geschoben. Das ehemalige Flussbett ist von Metallabfällen gesäumt, die wie Pflanzen aus Staub und Sand ragen. Ransom ist überzeugt unterwegs einen unterirdischen Fluss oder eine Quelle zu finden, dank welcher der Löwe hatte überleben können. Die anderen wollten diese Expedition schon seit zwei Jahren unternehmen. Mrs. Quilter möchte ihren Sohn finden, den sie noch in Mount Royal glaubt. Ransom vermutet, dass Philipp Jordan noch einmal das Hausboot seines Pflegevaters sehen möchte. An einer Eisenbrücke, auf der ein Zug steht, schlagen sie ihr Lager auf. In der Nacht hören sie entfernt ein Tier heulen. Am nächsten Tag entdecken sie weiterwandernd, dass dort, wo sie ihr Nachtlager aufgeschlagen hatten, ein Feuer ausgebrochen ist, das den gesamten Zug erfasst. Sie erreichen eine Kleinstadt, alles ist dort von einer Sandschicht bedeckt. Zwischen Schaufensterpuppen entdeckt Ransom plötzlich Quilters Gesicht. Die Gruppe bemerkt mit einem Mal, dass hinter ihnen die Stadt in Flammen steht. Philip verdächtigt Ransom, dieser weist die Anschuldigung zurück, gibt aber bereitwillig seine Zündhölzer in Verwahrung. Nach einer weiteren Wegstrecke, vorbei an unter sandbegrabenen Schiffsrümpfen, gelangen sie zu der gesprengten Straßenbrücke. Ransom sieht kurz einen Mann, der in einem ausgetrockneten Nebenarm des Flusses verschwindet.

### 12. Kapitel
Nach zehn weiteren Tagen kommen sie in den Außenbezirken von Mount Royal an. Immer wieder hören sie nachts das Heulen eines Tiers und sehen tags Feuer hinter sich. Der Wasservorrat geht zur Neige. Die Stadt ist leer und von riesigen Dünen bedeckt. Philip bezweifelt, dass dort noch jemand lebt oder dass es dort Wasser gibt. Ransom jedoch glaubt weiter daran und hält die Feuer hinter ihnen nicht für zufällig. Plötzlich hören sie Hundegebell und rennen auf das Geräusch zu. Einige Hunde sind mit Schaufensterpuppen beschäftigt, bis ein Peitschenknall sie zu sich ruft. Ransom sieht in dem alten Trawler, auf dem er Jonas zum ersten Mal beobachtete, eine Bewegung hinter einem Bullauge. Sie entdecken Ransoms Hausboot und stellen fest, dass jemand den geheimen Tank unter der Kombüse bereits geplündert hat. Die Gruppe trennt sich auf. Bei Lomax’ Villa glaubt Ransom die Fata Morgana eines Wasserbeckens zu sehen, bis ein kleiner weißer Vogel auf der Wasseroberfläche des Beckens aufsetzt. Mit Mrs. Quilter auf dem Rücken geht Ransom Richtung Wasserbecken, hinter ihnen steht das Hausboot und der Karren plötzlich in Flammen. Als er das Wasser erreicht, steht Quilter hinter ihm. Er trägt Stelzen mit Sandschuhen daran und ist mit Pantherfellen und einer Schwanenkappe bekleidet. Quilter stürzt auf Ransom los, schubst ihn ins Wasser und schlägt auf ihn ein. Mrs. Quilter gibt sich zu erkennen und spricht Quilter an. Als Ransom zu sich kommt, spricht Mrs. Quilter angeregt mit ihrem wiedergefundenen Sohn über die vergangenen Jahre.

### 13. Kapitel
Quilter führt die beiden zu seiner Behausung in Lomax’ ehemaliger Villa, dort liegt Miranda Lomax auf einer Couch. Sie hat bodenlanges weißes Haar und hat stark zugenommen. Sie erfahren, dass das Reservoir der gesamte Vorrat ist. Obwohl sie selbst kein Wasser mitgebracht haben, werden sie eingeladen, ein paar Tage zu bleiben. Miranda berichtet, dass sie immer noch Konservendosen in den Trümmern finden. Philip Jordan und Catherine Austen hatte Ransom bisher gegenüber Quilter noch nicht erwähnt, glaubt aber, dass sie früher oder später auf ihn treffen würden. Miranda glaubt Whitman zu riechen. Die drei gemeinsamen Kinder von Quilter und Miranda kommen herein, sie haben auffallend große Köpfe. Whitman, einäugig, die linke Hand amputiert, kommt plötzlich dazu und teilt mit, dass Catherine und Philip Jordan flussaufwärts gegangen sind und vermutlich nachts vom Löwen erwischt werden würden. Sie hören draußen jemand Selbstgespräche führen. Whitman sagt, es sei Jonas. Whitman, seine Hunde, Quilter und Ransom gehen zu Lomax und sehen unterwegs Jonas durch die Ruinen am Seeufer gehen. Whitman hetzt die Hunde auf Jonas, der sie in einem Netz fangen kann und dadurch entkommt. Ransom nähert sich einem Pavillon aus Autoteilen, in dem Lomax sich aufhält. Lomax berichtet, dass es im Umkreis von hundert Meilen kein Wasser gibt, er glaubt außerdem, dass Quilter ihn ermorden will. Er erzählt, wie sie den Wasservorrat aus in Vergessenheit geratenen Reservoirs, die Lomax als Architekt kannte, zusammengepumpt hatten. Lomax sagt, dass Quilter undankbar sei und will, dass dieser verschwindet. Lomax kann nicht woanders hingehen, da Whitman mit seinen Hunden und die Löwen ihm gefährlich werden würden. Ransom lehnt ein Bündnis mit Lomax ab, er möchte allein zurechtkommen.

### 14. Kapitel
Ransom bleibt in der Nähe von Quilter und Miranda Lomax, um Kräfte für seine geplante baldige Weiterreise durch das Seebett zu sammeln. Er begleitet Whitman und Quilter zur Nahrungssuche in die Stadt und hört nachts Jonas zu den Löwen brüllen. Lomax veranstaltet Feuerwerke und lässt Gongs und Glocken läuten, damit hielt er früher Menschen von seinem Reservoir fern. Er schimpft auf die anderen. Ransom spielt mit Quilters ältestem Kind, Lomax schlägt ihn überraschend und will ihn von seinem Wasser vertreiben. Whitman kommt mit Quilter aus den Dünen zurück, die Hunde haben Jonas eingekreist. Die Hunde reißen sich los und jagen Lomax hinterher, der sich mit Knallkörpern wehrt. Jonas kann entkommen. Quilter verfolgt Lomax und wird ihm mit einer Klinge aus dessen Spazierstock verletzt. Whitman und Quilter laufen dann Jonas hinterher und Ransom bringt das Kind zurück zu Miranda. Plötzlich strömt Wasser in die Behausung. Lomax hatte das Reservoir mit einem Spaten geöffnet. Der von den Hunden gehetzte Jonas kommt zurück, Catherine Austen, die einen Löwen mit einer Peitsche befehligt und Philip Jordan kehren zurück. Whitman und Quilter treiben Lomax zwischen den Ruinen in die Enge. Whitman tötet Lomax mit seinem Bajonett, dieser stürzt in einen Schacht.

### 15. Kapitel
Mrs. Quilter ist gestorben und liegt in einem Auto auf dem Friedhof begraben. Philip Jordan ist aufgebrochen, um seinen Vater zu suchen. Catherine ist in den Dünen bei dem weißen Löwen. Während eines nächtlichen Sandsturms sieht Ransom Jonas am Steuer des Dampfers von Captain Tulloch stehen. Am Morgen nimmt er Abschied von Miranda und Quilter und bricht nach einer Pause in den Trümmern seines ehemaligen Hauses auf. Obwohl die Sonne noch nicht den höchsten Stand erreicht hat, kann er seinen Schatten nicht mehr sehen. Es wird kühler und auf den die Dünen ruht ein schwarzer Schatten. Ransom bemerkt nicht, dass es zu regnen beginnt.

## Einordnung in das Werk des Autors
In seinen ersten vier Romanen Der Sturm aus dem Nichts (The Wind from Nowhere), Paradiese der Sonne (The Drowned World), Welt in Flammen, auch als Die Dürre (The Burning World), und Kristallwelt (The Crystal World) thematisierte Ballard vier verschiedene Dystopien in Anlehnung an die vier Elemente Luft, Wasser, Feuer und Erde.

## Kritiken
„Anders als Der Sturm aus dem Nichts ist dieser Roman ein vollwertiger Ballard, komplett mit brillantem Sprachstil, unzähligen Symbolen und einer stringenten inneren Entwicklung der Figuren und ihrer Beziehungen. Wie bei Dante ließe sich der Roman in Paradies (und Exodus), Purgatorio (Vorhölle) und Inferno unterteilen. Im Finale kommt es nach einer zirkulären Entwicklung zu einer Krise, deren gewalttätige Folgen den Ausschlag für Ransoms Entschluss geben, in die Wüste zu gehen.“

Bei 1.963 Bewertungen erreicht das englischsprachige Original The Drought 3,58 von 5 Sternen auf www.goodreads.com.